# Julián Lalinde
Julián Lalinde, vollständiger Name Julián Enrique Lalinde Rubio, (* 18. Dezember 1985 in Florida) ist ein ehemaliger uruguayischer Fußballspieler.

## Karriere
Der 1,89 Meter große Offensivakteur Lalinde stand von 2006 bis Mitte Januar 2011 in Reihen des uruguayischen Erstligisten Liverpool Montevideo, für den er saisonübergreifend in diesem Zeitraum 70 Spiele in der Primera División absolvierte und 14 Tore schoss. Auch kam er einmal (kein Tor) in der Copa Sudamericana 2009 zum Einsatz. Sodann wurde er bis Mitte 2011 an den Ligakonkurrenten Rampla Juniors ausgeliehen und bestritt in der Clausura 2011 elf Erstligapartien, bei denen er viermal ins gegnerische Tor traf. Anschließend kehrte er zu Liverpool Montevideo zurück und wurde in der Apertura 2011 elfmal (ein Tor) in der höchsten uruguayischen Spielklasse eingesetzt. 
Im Januar 2012 verpflichtete ihn der kolumbianische Klub América de Cali. In jenem Jahr erzielte er dort zehn Treffer bei 36 Ligaeinsätzen in der Primera B. Sein Team belegte den zweiten Platz und in den Aufstiegs-Play-off-Spielen wurde er ebenfalls zweimal (kein Tor) eingesetzt. Zudem lief er fünfmal (zwei Tore) in der Copa Colombia auf. Zum Jahreswechsel 2012/13 schloss er sich Independiente Santa Fe an. Ein Tor bei acht Erstligaeinsätzen stehen beim kolumbianischen Verein für ihn zu Buche. Auch absolvierte er eine Partie (kein Tor) der Copa Libertadores 2013 und sieben Begegnungen (drei Tore) des nationalen Pokals. Im Januar gewann sein Klub zudem die Superliga de Colombia. In der zweiten Julihälfte 2013 folgte ein Wechsel zu Deportivo Pasto. Für die Mannschaft des Erstligaklubs traf er achtmal bei 15 Ligaeinsätzen. In der Copa Sudamericana 2013 erzielte er zwei Treffer und lief insgesamt sechsmal auf. Ab Ende Februar 2014 setzte er seine Karriere in China bei Beijing Enterprises Group FC fort. Zur Jahresmitte kehrte er auf den südamerikanischen Kontinent zurück und stand fortan bis Jahresende beim argentinischen Verein Ferro Carril Oeste unter Vertrag. Seine Einsatzbilanz weist zwölf Spiele und zwei Tore in der Primera B Nacional aus. An Jahresanfang 2015 folgte ein Engagement in Ecuador bei Deportivo Quito. 18-mal lief er in der Primera A auf und traf zweimal ins gegnerische Tor. 
Im August 2015 schloss er sich dem peruanischen Klub Unión Comercio an. Dort wurde er in 13 Erstligapartien (ein Tor) und zwei Begegnungen (kein Tor) der Copa Sudamericana 2015 eingesetzt. Spätestens seit Juli 2016 steht er in Reihen des guatemaltekischen Klubs Deportivo Suchitepéquez. Bei den Guatemalteken lief er in 19 Ligaspielen (sieben Tore) und vier Begegnungen (kein Tor) der CONCACAF Champions League auf. Ende Januar 2017 verpflichtete ihn der uruguayische Zweitligist Club Atlético Torque.